# Canace zvuv
Canace zvuv är en tvåvingeart som beskrevs av Wayne N. Mathis och Amnon Freidberg 1991. Canace zvuv ingår i släktet Canace och familjen Canacidae.
Artens utbredningsområde är Kamerun. Inga underarter finns listade i Catalogue of Life.